# ۲۴ (عدد)
۲۴ به حروف بیست و چهار یک عدد طبیعی است که بعد از ۲۳ و قبل از ۲۵ قرار دارد.

## در علم
- هر شبانه روز در زمین حدود بیست و چهار ساعت است. (۲۳:۵۹)